# Boliscodes
Boliscodes là một chi nhện trong họ Thomisidae.